# Вулиця Авіаторів (Луцьк)
Вулиця Авіаторів — промислова вулиця району Вишкова у Луцьку. Авіаторів починається на вулиці Івана Кожедуба(за буд. 9) та тягнеться до вулиці Андрія Марцинюка.

## Історія
Вулиця Авіаторів виникла у 1960-х роках навколо Луцького ремонтного заводу «Мотор». Наразі на вулиці знаходиться велика кількість приватних складів, малих та великих приватних підприємств, гаражних кооперативів тощо.

## Будівлі та установи
- Гаражний кооператив «Авіатор» —  вул. Авіаторів, 4